# Sociedade Filarmónica Alunos de Apolo

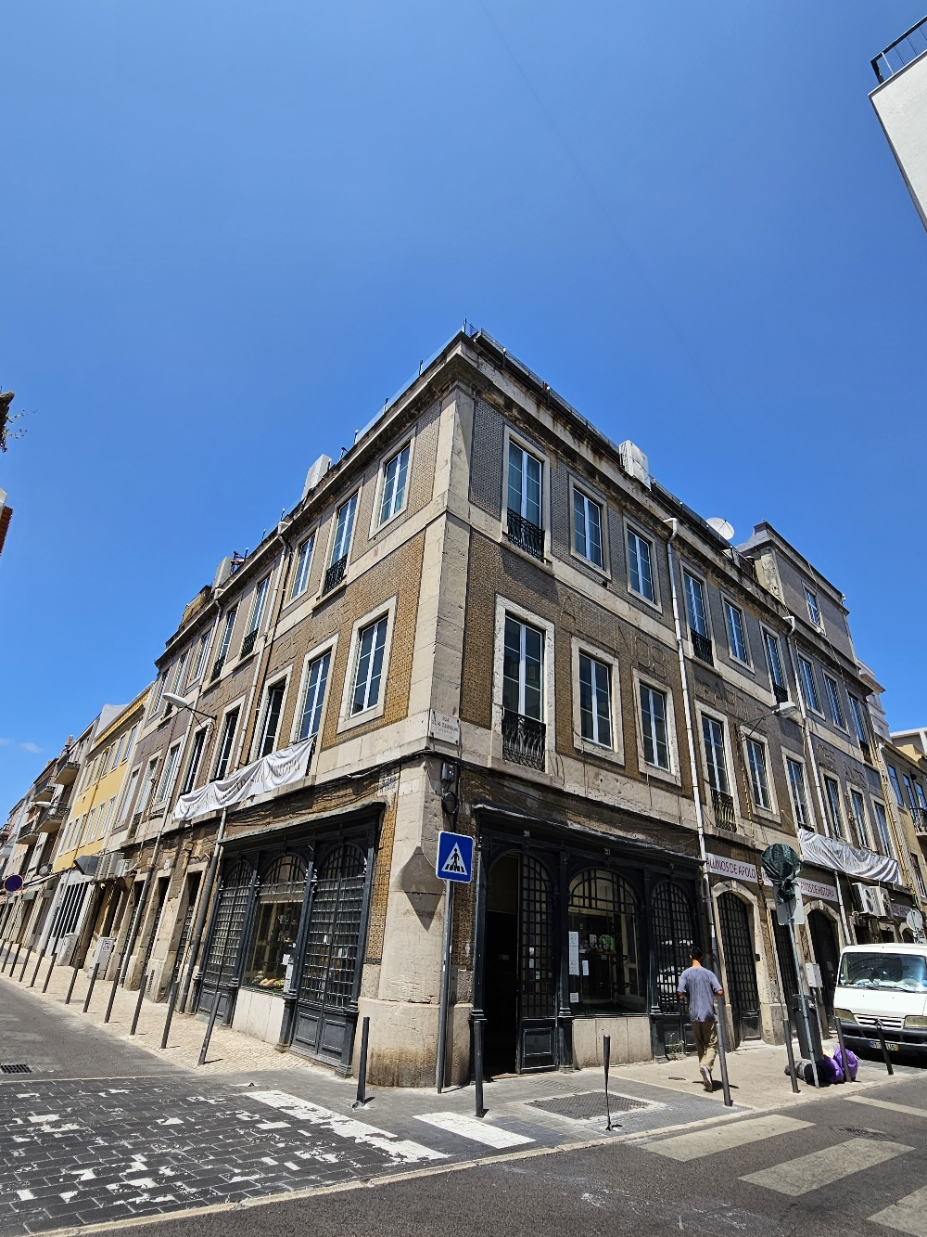
Sede da Alunos de Apolo, em Campo de Ourique, em Lisboa

A Sociedade Filarmónica Alunos de Apolo MHM, fundada a 26 de Maio de 1872, é uma associação recreativa cultural e social portuguesa.
Mantém actividade ao longo de mais de um século, e tem hoje, a Dança de Salão e a Dança Desportiva como a sua principal actividade.
As primeiras instalações, onde funcionou a sua primeira sede, foram na Rua de São João dos Bem Casados. Anos depois a sede passou para a Rua da Arrábida, 70, 1.º tendo posteriormente, a 18 de Agosto de 1956 sido transferida para a Rua Silva Carvalho, 225, onde ainda hoje funciona.
A  sociedade surge por iniciativa de um grupo de cabos de polícia da freguesia de Santa Isabel. A intenção seria constituir uma banda filarmónica (União e Capricho). Com elementos insuficientes e não querendo abrir a membros civis votaram a  ideia inicial ao fracasso. Posteriormente da união dos cabos de polícia e civis da zona, é criada a Sociedade Filarmónica Alunos de Apolo.
Conta hoje com reconhecidos desportistas e com professores credenciados a nível internacional. A Sociedade Filarmónica Alunos Apolo definiu a dança como uma prioridade tendo conseguido muitos prémios e reconhecimento.
A 30 de Janeiro de 1993 foi feita Membro-Honorário da Ordem do Mérito.